# L'ora più lunga/Mai e mai crederò
L'ora più lunga/Mai e mai crederò è un singolo del duo Paki & Paki con il gruppo musicale I Nuovi Angeli pubblicato in Italia da La voce del padrone nel 1966.

## Tracce
Lato A
1. L'ora più lunga (testo: Rossella Conz – musica: Pino Massara)

Lato B
1. Mai e mai crederò – 3:20 (testo: Rossella Conz – musica: Pino Massara)